# Marcus Ericsson
Marcus Ericsson (n. 2 septembrie 1990, Kumla, Comitatul Örebro, Suedia) este un fost pilot de Formula 1. De-a lungul carierei a luat startul în 97 de curse niciuna din pole-position. Nu a câștigat nicio cursă și nu a terminat niciodată pe podium, acumulând 18 puncte.